# マーク・ナワンガニタワシ
マーク・ナワンガニタワシ（Mark Nawaqanitawase、2000年9月11日 - ）は、ナショナルラグビーリーグシドニー・ルースターズに所属するラグビーリーグ、ラグビーユニオン選手。

## プロフィール
- オーストラリア、バーウッド出身[1]。
- ポジションはウィング(WTB)。
- 身長 193cm、体重 100kg
- U20オーストラリア代表に選ばれたことがある[2]。
- オーストラリア代表キャップは6（2023年8月現在）でラグビーワールドカップ2023のオーストラリア代表に選ばれた[3]。

## 略歴
イーストウッド、NSWカントリー・イーグルスを経て、2020年、ワラターズに加入。
2022年10月1日に行われたアサヒスーパードライ JAPAN RUGBY CHALLENGE SERIES 2022JAPAN XV第一戦にオーストラリアA代表で途中出場して逆転トライを含む2トライの活躍で勝利に貢献。
2024年、パリ五輪の7人制オーストラリア代表に選ばれた。
2024年シーズンからラグビーリーグ選手へ転向し、シドニー・ルースターズへ加入した。同年8月24日、デビュー戦でトライを決めた。